# Y no le erré
«Y no le erré» es un tango cuya letra pertenece a Abel Aznar en tanto que la música es de Carlos Olmedo, que fue grabado por José Basso en  la voz de Alfredo Belusi el 21 de julio de 1959 y por Osvaldo Pugliese con la voz de Ricardo Medina el 24 de julio del mismo año, ambos para el sello Odeón.
Como en el tango Lo que vos te merecés, la letra de Y le no erré se refiere a la mujer que abandonó al hombre en busca de la riqueza o felicidad que no tenía a su lado, pero que en algún momento debe regresar.

## Los autores
Abel Aznar (Libertad, provincia de Buenos Aires, Argentina, 26 de junio de 1913 - ¿ ?, 5 de marzo de 1983 ) fue un poeta, compositor y letrista cuyo nombre completo era Abel Mariano Aznar, autor de la letra de numerosos tangos .
 Carlos Olmedo ( Tranqueras, Rivera (departamento), Uruguay, 26 de octubre de 1921 – 12 de marzo de 1976 ), cuyo nombre real era Delmar Velázquez Childe, fue un cantante  y compositor dedicado al género del tango.

## Comentario
Manuel Adet después de señalar que las letras de Aznar son recias, viriles, sobrias y muy bien escritas y que la poética de sus tangos se encuentra en el linde con el machismo, agrega que varias de ellas contienen la mítica situación del regreso de la mujer que, seducida por la perspectiva de alcanzar otra vida con riqueza o felicidad había abandonado a su hombre y dice respecto de Y no le erré:

”…. el hombre recibe a la mujer con algo de satisfacción y de amargura. “Hoy tengo el gusto de verte volver como yo quería”, le dice, para luego rematar: “Que el día menos pensado, como una cosa resuelta, ibas a pegar la vuelta, sin grupo ...y no le erré”. La última estrofa es muy buena. “¡Te lo juro! Tuve ganas de vengarme, mi amor propio no entendía otra razón, fue un momento, pero pude serenarme y me dije bien tranquilo... ¡Necesita un tropezón!, necesita que la engrupan y que un día, se dé cuenta que vivió en un folletín, que se encuentre sin cariño y en la vía, pa que entienda que todo esto no fue más que un berretín”.
Las dudas, el dolor disimulado por la supuesta revancha, la certeza del amor recuperado, todo ello visto desde el lugar de un héroe tanguero, es lo que le otorga a estos poemas belleza y perdurabilidad. Puede que en la letra el machismo esté presente, en algunos casos de manera visible, pero lo que lo disculpa, lo atenúa y en todo caso lo justifica, es la capacidad del hombre para amar. Machista, guapo, perdedor, tal vez algo anacrónico, el personaje sólo se salva gracias a su capacidad de amar.”.